# 空襲巴里
空襲巴里是納粹德國的轟炸機在1943年12月2日對義大利巴里的盟軍部隊及艦隻的空中攻擊行動，在進攻中，105架德軍Ju 88轟炸機突然轟炸巴里港內支援盟軍義大利戰場的人員及艦隻，擊沉了其中17艘運輸艦及貨船。
其中一艘被破壞的船隻，美國自由輪貨船約翰·哈佛號正秘密運載芥子毒氣，更多的軍人及平民傷亡是醫療當局不知道這些毒氣的存在，亦有更多的傷亡來自救助者接觸了受毒害人的皮膚及衣服，共有1,000名軍人及海軍人員和大約相同數量的義大利平民死亡，而港口亦不能運作超過2個月。
攻擊行動後，盟軍領袖包括德懷特·艾森豪、富蘭克林·羅斯福及溫斯頓·邱吉爾命令隱瞞災難的全部真相，美國的官方記錄在1959年銷密但仍然非常模糊直至1967年，1986年英國政府承認巴里空襲的生還者受有毒氣體傷害及增加賠償金額。